# Faljenovići
Faljenovići su naseljeno mjesto u općini Višegradu, Republika Srpska, BiH.

## Stanovništvo
Nacionalni sastav stanovništva 1991. godine, bio je sljedeći:
| Narod     | Broj stanovnika |
| --------- | --------------- |
| Srbi      | 9               |
| Muslimani | 2               |
| Ukupno    | 11              |